# سازمان آگورا
سازمان آگورا (انگلیسی: Agora) یک گروه حقوق بشری است(به‌طور کامل، انجمن منطقه‌ای سازمان‌های حقوق بشر، MeжpeгиoHaлbHaя Russian пpaBoзaщиTHыs opгaHизaций) در مرکز حقوق بشر کازان می‌باشد، مرکز حقوق بشر چیتا، تاتارستان. تأمین کننده حمایت حقوقی برای قربانیان مظنون به نقض حقوق بشر از سوی مقامات دولتی می‌باشد مانند افسران پلیس، افسران نظامی، به ویژه روزنامه نگاران، فعالان سیاسی، وبلاگ نویسان و سازمان مردم‌نهاد. این سازمان در ۲۵ سپتامبر ۲۰۱۴ جایزه یادبود تورلف رافتو را به خاطر فعالیت‌های خود دریافت کرد.

## منشأ
آگورا در ۲۸ آوریل ۲۰۰۵ توسط گروهی از وکلای کیس‌های مشهور برای جلوگیری از سوء استفاده قدرت دولتی در کازان تأسیس شد. این اتحادیه شامل شماری از گروه‌ها از جمله مرکز حقوق بشر کازان، مرکز حقوق بشر چیتا و سازمان حقوق بشر چاوشیا «سپر و شمشیر» بود. این سازمان در ۱۲ سپتامبر ۲۰۰۵ ثبت شده‌است.

## پرسنل کلیدی
- کرسی- پاول چیکوف، دانشیار حقوق
- نایب رئیس - گوزل داولتشینا
- تحلیلگر حقوقی - ایرینا خرونوا
- تحلیلگر حقوقی - رامیل آخمت گالیف
- رئیس اطلاعات - دمیتری کلباشین